# Gold Is Not All (film 1913)
Gold Is Not All è un cortometraggio muto del 1913 diretto da Wilfred Lucas.

## Produzione
Il film fu prodotto dall'Independent Moving Pictures Co. of America (IMP).

## Distribuzione
Il film - un cortometraggio in due bobine - uscì nelle sale cinematografiche USA il 30 gennaio 1913, distribuito dalla'Universal Film Manufacturing Company